# Wipsania Agrypina
Vipsania Agrippina (ur. około 33 p.n.e.; zm. w czerwcu 20 roku n.e.) – córka Marka Agrypy, przyjaciela cesarza Augusta. 

## Życiorys
Jako małe dziecko została zaręczona z Tyberiuszem. Małżeństwo doszło do skutku w 16 roku p.n.e. W 13 p.n.e. małżonkom urodził się syn Druzus Kastor. W następnym roku August, chcąc wydać Tyberiusza za swoją córkę Julię, wymusił rozwód Wipsanii i Tyberiusza. Wipsania, która w momencie rozwodu była w ciąży, została zmuszona do usunięcia płodu. Wyszła potem za mąż za Azyniusza Gallusa (syna Azyniusza Polliona) i miała z nim pięciu synów.

## Wywód przodków
| 4. Lucius Vipsanius Agrypa |  |                     |  |  |                      |
|                            |  | 2. Marek Agrypa     |  |  |                      |
| 5. NN                      |  |                     |  |  |                      |
|                            |  |                     |  |  | 1. Wipsania Agrypina |
| 6. Attyk                   |  |                     |  |  |                      |
|                            |  | 3. Pomponia Cecylia |  |  |                      |
| 7. Pilia                   |  |                     |  |  |                      |
|                            |  |                     |  |  |                      |

## Małżeństwa i dzieci
- 1x:Tyberiusz
  - Druzus II Kastor
- 2x: Gajusz Azyniusz Gallus (Gaius Asinius Gallus) konsul w 8 p.n.e.
  - Gajusz Azyniusz Polion (Gaius Asinius Pollio) konsul w 23 n.e.
  - Azyniusz Agrypa (Asinius Agrippa)
  - trzech dalszych synów